# 鄧俊文
鄧俊文（英語：Jordan Tang Chun Man，1995年3月20日—），香港著名羽毛球男子運動員，專長混雙項目。他与謝影雪的搭档组合最高世界排名第二位，兩人曾赢得世界羽毛球錦標賽混双季军（2018年、2021年），亞洲羽毛球錦標賽混双冠军（2025年），亦曾進入2020年夏季奧林匹克運動會羽毛球混合雙打比賽銅牌戰，惜不敵日本得殿軍。他曾就讀新界婦孺福利會梁省德學校，後入讀拔萃男書院。

## 簡歷
2014年9月，鄧俊文代表香港參加南韓仁川舉行的亞運會羽毛球比賽。
2016年5月，鄧俊文與柯展聰以香港隊一號男雙的身分，出戰在中國崑山舉行的湯姆斯盃。他們在半準決賽的第二盤對陣世錦賽冠軍、印尼組合穆罕默德·阿赫桑／亨德拉·塞蒂亚万，以2比0（21-17、21-19）擊敗對手，雖然港隊最後以總盤數1比3落敗，未能晉級，但二人的表現卻備受關注。中國國家羽毛球隊隊長蔡赟认为这对年轻组合身体条件不错，未来有希望进入世界排名前10位，又表示自己从没见过两个左手持拍的配合，感觉挺特别。

### 2017年：丹麥賽混雙奪冠、世锦赛混双八强
2017年10月，鄧俊文參加丹麥羽毛球首要超級賽，分別與柯展聰和謝影雪出戰男雙和混雙項目。其中，他和謝影雪的組合先在混雙準決賽以2比0（21-16、21-18）力挫里約奧運及世錦賽冠軍、印尼的通托维·艾哈迈德／利利亚纳·纳西尔組合，其後再於決賽中以2比1（24-22、19-21、23-21）險挫世界排名第一、中國的鄭思維／陳清晨，贏得二人合作以來首個超級系列賽冠軍。
2017年8月，鄧俊文參加苏格兰格拉斯哥舉行的世界羽毛球錦標賽，他分别与柯展聰和謝影雪出戰男子双打項目以及混合双打項目。他與柯展聰在首圈以2比1（19-21、21-18、21-17）逆转了荷蘭的耶勒·马斯／罗宾·塔博林。在第二圈中，以0比2 （16-21、11-21）不敌赛会7号种子丹麦的马德斯·康拉德-彼德森／马德斯·皮勒尔·科尔丁，32強止步。而混双方面，他與謝影雪以12號種子身分出戰，故在首圈輪空；但在次圈以2比0（21-11、21-17）横扫德国的拉斐尔·贝克／卡拉·尼尔特。在第三圈，以2-1（21-12、17-21、21-13）力克中国的张楠／李茵晖。八强中，硬碰赛会5號種子英格兰夫妻强的克里斯·爱德考克／加布里·爱德考克，激战三局以1-2（21-16、13-21、16-21）告负对手。值得一提的是这个组合将成为香港第一混双，有望冲进世界排名前5位。

### 2021年：東京奧運混雙四強
2021年7月，謝影雪和鄧俊文的組合出戰受疫情影響延期的東京奧運羽毛球混雙。他們從小組賽接連擊敗對手，闖入準決賽；惜以0比2（16-21、12-21）不敵頭號種子的中國組合鄭思維／黃雅瓊落入銅牌戰。「鄧謝配」於銅牌戰對上世界第5、代表東道主日本的渡邊勇大與東野有紗；最終以0比2（17-21、21-23）連輸兩局，失落獎牌，只得第四名，但已經打破港隊紀錄。
奧運過後，鄧謝配亦再下半年打出好表現，先於法國公開賽打入四強，繼而成功在印尼大師賽四強首次擊敗渡邊勇大／東野有紗，一雪奧運銅牌戰敗辱，最後不敵泰國的德差蓬·保烏拉努科／沙西麗·德拉達那猜奪亞，睽違兩年再次踏上頒獎台。憑著下半年的好成績，鄧謝配排名逐步回升至第七名，亦成功入圍2021年世界羽聯世界巡迴賽總決賽，最終亦取得四強的好成績。在2021年度的最後一場賽事——世界羽毛球錦標賽，鄧謝配先後擊敗蘇格蘭、丹麥、德國組合，繼2018年世界羽毛球錦標賽再次殺入四強。雖然鄧謝配以1比2（21-15、7-21、10-21）不敵最終的世界冠軍德差蓬·保烏拉努科／沙西麗·德拉達那猜，但仍然奪下銅牌，成為香港第一對成功在世錦賽中奪得多於一塊獎牌的羽毛球運動員。

### 2022－2023年：奧運後低潮與狀態回升
經歷2021年的好表現，鄧謝配知名度大增，球迷亦對這對香港首席混雙組合寄予厚望。然而，2022年期間，鄧謝配未能在任何一場巡迴賽當中晉級四強，在世界羽毛球錦標賽當中，亦以1-2(13-21、21-13、19-21)不敵馬克·拉姆斯富斯／伊莎貝爾·洛豪，止步八強。雪上加霜的是，謝影雪在出戰丹麥公開賽前右肩脫臼，被逼退賽，需要休養數月。雖然她趕在2023年賽季開始時復出，但因下半年的休戰期，鄧謝配的排名從第五名大幅下滑至第二十六名，而二人狀態亦未如理想，上半年多次一輪遊，在泰國公開賽前更是未能在任何比賽中晉級八強。
隨著巴黎奧運積分週期開始，鄧謝配狀態逐漸回暖，重新踏上衝擊奧運的征途。鄧謝配在超級1000等級的印尼公開賽八強苦戰荷蘭組合羅賓·塔博林／塞萊娜·皮克，在第三局7-14落後連取9分，最終以2-1(21-15、23-25、21-18)逆轉擊敗荷蘭組合，相隔18個月再次晉級比賽四強。在9月中，鄧謝配乘主場之利出站香港公開賽，在觀眾的熱烈支持下，先後擊敗隊友李晉熙／吳芷柔、印尼、法國、馬來西亞組合，繼2021年印尼大師賽再次殺入決賽。雖然鄧謝配在決賽直落二(13-21、19-21)不敵中國的郭新娃／魏雅欣，但仍然成功踏上頒獎台，贏得主場觀眾的掌聲。相隔三週，鄧謝配出戰杭州亞運，期間謝影雪因重感冒，一度在比賽中落淚，但仍然能晉級八強，惜在八強賽中再次負於勁敵日本的渡邊勇大／東野有紗，未能連續兩屆踏上亞運頒獎台。狀態有所回升，加上有教練林培雷和黃綜翰的加盟，鄧謝配先後在法國公開賽接連擊敗馮彥哲／黃東萍和渡邊勇大／東野有紗等世界勁旅，殺入決賽，更於海洛公開賽中奪下暌違四年的冠軍，世界排名回升至第十一位，奧運資格形勢大好。在中國大師賽中先後擊敗中華台北的葉宏蔚／李佳馨和泰國的德差蓬·保烏拉努科／沙西麗·德拉達那猜後，亦成功獲得2023年世界羽聯世界巡迴賽總決賽參賽資格。在年終賽中，鄧謝配先後不敵世界第一的雅思組合及世界冠軍徐蔡配，其後擊敗南韓組合金元昊/鄭娜銀，最終名列小組第三結束2023賽季，世界排名亦得以回升至第八位。

### 2024年：巴黎奧運混雙八強
2024年7月，鄧謝配以奧運排名第六之姿出戰巴黎奧運羽毛球混雙項。在小組賽中，鄧謝配先以直落二（21-13、21-13）擊敗中華台北組合葉宏蔚/李佳馨，再以1-2（17-21、21-14、18-21）惜負日本勁敵東渡組合，以C組次名出線半準決賽。八強戰面對世界排名第三的徐承宰/蔡侑玎，鄧謝配力戰下以直落二（15-21、10-21）落敗，無緣連續兩屆奧運晉級四強。

### 2025年：首奪亞錦賽金牌
2025年4月，鄧謝配重組。亞錦賽四強面對東道主兼一號種子蔣振邦/魏雅欣，直落兩局(21-16、21-17)首次撃敗對手，闖進亞錦賽決賽。決賽面對日本選手賽會八號種子綠川大輝/齋藤夏，激戰三局以(21-15、17-21、21-13)，贏得合作九年以來首面亞錦賽金牌。

## 主要比賽成績
只列出曾進入準決賽的國際賽事成績：
| 年份   | 賽事                     | 公開賽級別 | 項目     | 拍檔   | 成績   |
| ------ | ------------------------ | ---------- | -------- | ------ | ------ |
| 2016年 | 泰國羽毛球黃金大獎賽     | 黃金大獎賽 | 混合雙打 | 謝影雪 | 亞軍   |
| 2016年 | 中華台北羽毛球大師賽     | 大獎賽     | 混合雙打 | 謝影雪 | 冠軍   |
| 2016年 | 香港羽毛球超級賽         | 超級賽     | 混合雙打 | 謝影雪 | 準決賽 |
| 2016年 | 澳門羽毛球黃金大獎賽     | 黃金大獎賽 | 混合雙打 | 謝影雪 | 亞軍   |
| 2017年 | 丹麥羽毛球首要超級賽     | 首要超級賽 | 混合雙打 | 謝影雪 | 冠軍   |
| 2017年 | 澳門羽毛球黃金大獎賽     | 黃金大獎賽 | 男子雙打 | 柯展聰 | 準決賽 |
| 2017年 | 中國羽毛球首要超級賽     | 首要超級賽 | 混合雙打 | 謝影雪 | 準決賽 |
| 2017年 | 世界羽聯超級系列賽總決賽 | 首要超級賽 | 混合雙打 | 謝影雪 | 亞軍   |
| 2018年 | 馬來西亞羽毛球大師賽     | 超級500賽  | 混合雙打 | 謝影雪 | 冠軍   |
| 2018年 | 世界羽毛球錦標賽         | 其他       | 混合雙打 | 謝影雪 | 季軍   |
| 2018年 | 亞洲運動會羽毛球比賽     | 其他       | 混合雙打 | 謝影雪 | 銀牌   |
| 2018年 | 中國羽毛球公開賽         | 超級1000賽 | 混合雙打 | 謝影雪 | 準決賽 |
| 2018年 | 澳門羽毛球公開賽         | 超級300賽  | 混合雙打 | 謝影雪 | 冠軍   |
| 2019年 | 泰國羽毛球大師賽         | 超級300賽  | 混合雙打 | 吳芷柔 | 準決賽 |
| 2019年 | 中國陵水羽毛球大師賽     | 超級100賽  | 混合雙打 | 吳芷柔 | 冠軍   |
| 2019年 | 亞洲羽毛球混合團體錦標賽 | 其他       | 混合團體 | －     | 季軍   |
| 2019年 | 澳洲羽毛球公開賽         | 超級300賽  | 混合雙打 | 謝影雪 | 準決賽 |
| 2019年 | 泰國羽毛球公開賽         | 超級500賽  | 混合雙打 | 謝影雪 | 準決賽 |
| 2019年 | 中華台北羽毛球公開賽     | 超級300賽  | 混合雙打 | 謝影雪 | 冠軍   |
| 2019年 | 韓國羽毛球大師賽         | 超級300賽  | 混合雙打 | 謝影雪 | 冠軍   |
| 2021年 | 奧林匹克運動會羽毛球比賽 | 其他       | 混合雙打 | 謝影雪 | 殿軍   |
| 2021年 | 法國羽毛球公開賽         | 超級750賽  | 混合雙打 | 謝影雪 | 準決賽 |
| 2021年 | 印尼羽毛球大師賽         | 超級750賽  | 混合雙打 | 謝影雪 | 亞軍   |
| 2021年 | 世界羽聯世界巡迴賽總決賽 | 總決賽     | 混合雙打 | 謝影雪 | 準決賽 |
| 2021年 | 世界羽毛球錦標賽         | 其他       | 混合雙打 | 謝影雪 | 季軍   |
| 2023年 | 印尼羽毛球公開賽         | 超級1000賽 | 混合雙打 | 謝影雪 | 準決賽 |
| 2023年 | 香港羽毛球公開賽         | 超級500賽  | 混合雙打 | 謝影雪 | 亞軍   |
| 2023年 | 法國羽毛球公開賽         | 超級750賽  | 混合雙打 | 謝影雪 | 亞軍   |
| 2023年 | 海洛羽毛球公開賽         | 超級300賽  | 混合雙打 | 謝影雪 | 冠軍   |
| 2023年 | 中國羽毛球大師賽         | 超級750賽  | 混合雙打 | 謝影雪 | 準決賽 |
| 2024年 | 德國羽毛球公開賽         | 超級300賽  | 混合雙打 | 謝影雪 | 冠軍   |
| 2024年 | 澳洲羽毛球公開賽         | 超級500賽  | 混合雙打 | 謝影雪 | 準決賽 |
| 2024年 | 日本羽毛球公開賽         | 超級750賽  | 混合雙打 | 謝影雪 | 亞軍   |
| 2024年 | 香港羽毛球公開賽         | 超級500賽  | 混合雙打 | 謝影雪 | 準決賽 |
| 2024年 | 丹麥羽毛球公開賽         | 超級750賽  | 混合雙打 | 謝影雪 | 準決賽 |
| 2024年 | 中國羽毛球大師賽         | 超級750賽  | 混合雙打 | 謝影雪 | 準決賽 |
| 2025年 | 中國瑞昌羽毛球大師賽     | 超級100賽  | 混合雙打 | 吳芷柔 | 冠軍   |
| 2025年 | 越南羽毛球國際挑戰賽     | 國際挑戰賽 | 混合雙打 | 吳芷柔 | 冠軍   |
| 2025年 | 亞洲羽毛球錦標賽         | 其他       | 混合雙打 | 謝影雪 | 冠軍   |
| 2025年 | 泰國羽毛球公開賽         | 超級500賽  | 混合雙打 | 謝影雪 | 準決賽 |
| 2025年 | 新加坡羽毛球公開賽       | 超級750賽  | 混合雙打 | 謝影雪 | 亞軍   |

| 2007-2017年 | 首要超級賽 | 超級賽 | 黃金大獎賽 | 大獎賽 | 國際挑戰賽 | 國際系列賽 | 未來系列賽 | 其他 |

| 2018-2026年 | 總決賽 | 超級1000賽 | 超級750賽 | 超級500賽 | 超級300賽 | 超級100賽 | 國際挑戰賽 | 國際系列賽 | 未來系列賽 | 其他 |

### 奧運會和世錦賽參賽紀錄
|          | 搭檔   | 2017 | 2018 | 2019 | 2020   | 2021 | 2022 | 2023 | 2024 |
| -------- | ------ | ---- | ---- | ---- | ------ | ---- | ---- | ---- | ---- |
| 男子雙打 | 柯展聰 | 32強 | 32強 | －   | －     | －   | －   | －   | －   |
| 混合雙打 | 謝影雪 | 8強  | 季軍 | 8強  | 第四名 | 季軍 | 8強  | 32強 | 8強  |

## 主要對戰紀錄
混雙 - 謝影雪 (只列出對戰過五次以上的對手）
| 對手                                        | 對賽次數 | 對賽結果 | 對賽結果 | 總計 |
| 對手                                        | 對賽次數 | 勝       | 負       | 總計 |
| ------------------------------------------- | -------- | -------- | -------- | ---- |
| 郑思维 黄雅琼                               | 14       | 1        | 13       | -12  |
| 郑思维 陳清晨                               | 5        | 2        | 3        | -1   |
| 王懿律 黄东萍                               | 8        | 2        | 6        | -4   |
| 渡邊勇大 東野有紗                           | 19       | 2        | 17       | -15  |
| 金子祐樹 松友美佐紀                         | 6        | 4        | 2        | +2   |
| 馬蒂亞斯·克里斯蒂安森 亞歷山德拉·博爾       | 5        | 1        | 4        | -3   |
| 德差蓬·保乌拉努科 沙西丽·德拉达那猜         | 9        | 2        | 7        | -5   |
| 徐承宰 蔡侑玎                               | 8        | 2        | 6        | -4   |
| 馬庫斯·埃利斯 勞倫·史密斯                   | 7        | 6        | 1        | +5   |
| 陈健铭 賴沛君                               | 9        | 6        | 3        | +3   |
| 陈炳顺 吴柳莹                               | 6        | 5        | 1        | +4   |
| 吴埙阀 赖洁敏                               | 11       | 10       | 1        | +9   |
| 普拉文·乔丹 梅拉蒂·达伊瓦·奥克塔维亚尼      | 5        | 4        | 1        | +3   |
| 里漢·諾法勒·庫沙爾揚托 麗莎·阿尤·庫蘇馬瓦蒂 | 6        | 6        | 0        | +6   |
| 馬克·拉姆斯富斯 伊莎貝爾·洛豪               | 5        | 3        | 2        | +1   |

## 榮譽
- 香港傑出運動員選舉

「香港最佳運動組合」（2018、2021年，與謝影雪搭檔）
- Golden BROWN Awards

「Golden BROWN Awards」（2023年，與謝影雪共同獲獎）

## 外部連結
- 鄧俊文的Facebook專頁
- 鄧俊文的Instagram帳戶